# Tito Vezio Zapparoli
Tito Vezio Zapparoli (1885, Poggio Rusco –1943) fue un agrónomo italiano.

## Biografía
Después de graduarse en ciencias agrarias, estudió las características agronómicas y morfológicas de las variedades tradicionales de maíz, que describió en sus publicaciones científicas y utilizó para seleccionar variedades selectas y más productivas y resistentes a los parásitos.
Fue alumno del agrónomo Ottavio Munerati, del cual aprendió la severa impostación científica y metodológica de la investigación de campo. En octubre de 1920 fue creada la Stazione sperimentale di maiscoltura de Curno,, de la cual fue nombrado primero director.
Pronto se hizo conocer como el “hombre del maíz, así lo apodaron con confianza los agricultores, por su sabiduría y grandes cualidades de corazón, de simplicidad, de practicidad y de honestidad.
Tito V. Zapparoli dio un grande impulso a las actividades de investigación genética y agronómica y promovió actividades de mejoramiento de las variedades locales las en las campañas de Italia del Norte y del Centro. Desarrolló líneas iso-génicas a partir de selectas poblaciones locales de maíz, que utilizó para constituir variedades sintéticas y crear cruces inter-varietales. Además experimentó y afinó la técnica agronómica más idónea para su cultivo.
En particular seleccionó, multiplicó y difundó las variedades mejoradas Marano (de Marano Vicentino, el lugar donde fue constituida), Rostrato, Nostrano dell'Isola y Scagliolo, obtenidos de los cruces realizados por los agricultores innovadores en el siglo XIX  Archivado el 1 de junio de 2009 en Wayback Machine..  Colaboró con la Federazione italiana dei consorzi agrari (Federconsorzi) en la producción y la difusión de las variedades mejoradas de maíz.
Esta estrecha asociación entre investigación y producción constituyeron las mejores prácticas en el sector  del maíz realizadas en su época. La producción italiana se apoyó en sus aportes innovadores por varias décadas, o sea hasta la introducción de los maíces híbridos en la década de 1950.
Su humanidad fue conmemorada por el prof. Viscardo Montanari, en el curso del estreno de la segunda sede de la Stazione sperimentale di maiscoltura a Bergamo, quien describió su luminosa e inolvidable personalidad. Su obra está documentada por 37 publicaciones de la Stazione sperimentale di maiscoltura aparecidas entre 1921 y 1943. Su nombre está perpetuado, por iniciativa de los agricultores agradecidosi, en la Fondazione Tito V. Zapparoli, que se propone de estimular y apoyar iniciativas dirigidas a mejorar el cultivo del maíz en Italia.

## Voces relacionadas
- Aureliano Brandolini
- Luigi Fenaroli
- maíz
- mejoramiento genético